# Patrick Picot
Patrick Picot (ur. 22 września 1951 w Saint-Mandé) – francuski szermierz, szpadzista, złoty medalista olimpijski.
Na igrzyskach olimpijskich w Moskwie w 1980 roku reprezentacja Francji w składzie: Philippe Boisse, Hubert Gardas, Philippe Riboud, Patrick Picot i Michel Salesse zdobyła drużynowo złoty medal. W zawodach indywidualnych zajął 20. miejsce.
Nie zdobył medalu mistrzostw świata.
Jego żona, Hajnalka Király-Picot, także uprawiała szermierkę.